# Hermann Vogelsang (Politiker, 1897)
Hermann Vogelsang (* 16. August 1897 in Gütersloh; † 11. März 1985) war ein deutscher Politiker (SPD).

## Leben
Nach der Volksschule machte Hermann Vogelsang eine Ausbildung zum Weber. Später wurde er Webermeister. Vogelsang war seit 1918 Mitglied der Gewerkschaft. Im Jahr 1924 trat er in die SPD ein. Vogelsang wurde Vorsitzender des SPD-Unterbezirks Gütersloh-Wiedenbrück. 1948 wurde er Stadtverordneter der Stadt Gütersloh, 1951 bis 1952 war Vogelsang Gütersloher Bürgermeister und danach bis 1970 stellvertretender Bürgermeister.
Im Wiedenbrücker Kreistag war er von 1948 bis 1956 und ab 1961 SPD-Fraktionsvorsitzender. Vogelsang  war Vorsitzender des Sparkassenrates und von 1953 bis 1970 Mitglied der Landschaftsversammlung Westfalen-Lippe. Vogelsang rückte während der vierten und ein zweites Mal während der fünften Wahlperiode in den nordrhein-westfälischen Landtag nach. Er war Abgeordneter vom 17. November 1961 bis zum 20. Juli 1962 und vom 11. Oktober 1965 bis zum 23. Juli 1966.

## Ehrungen
- 1967: Verdienstkreuz 1. Klasse der Bundesrepublik Deutschland